# NGC 7686
NGC 7686 هي مجرة تتبع كوكبة المرأة المسلسلة. اكتشفها ويليام هيرشل في 3 ديسمبر 1787.

## روابط خارجية
- NGC 7686 على موقع ويكي سكاي: DSS2, SDSS, GALEX, IRAS, Hydrogen α, X-Ray, Astrophoto, Sky Map, Articles and images